# إرنستو ساستر
إرنستو ساستر (مواليد 17 ديسمبر 1926) هو مبارز بالسيف كولومبي، مثّل بلاده في الألعاب الأولمبية الصيفية 1964.

## روابط خارجية
إرنستو ساستر على موقع أوليمبيديا (الإنجليزية)